# Øsløs
Øsløs er en landsby i Han Herred med 202 indbyggere i byområdet (2020), beliggende i Øsløs Sogn 23 kilometer øst for Thisted og 17 kilometer vest for Fjerritslev. Landsbyen ligger i Region Nordjylland og hører til Thisted Kommune.

## Om byen
Øsløs ligger mellem Limfjorden i syd og naturområdet Vejlerne i nord og 2 kilometer øst for nabobyen Vesløs.